# Peter Mazell
Peter Mazell, né en 1733 et mort à Londres le 21 décembre 1808, est un peintre et graveur animalier actif à Londres entre 1761 et 1797. Il est célèbre pour ses dessins et gravures d'histoire naturelle, en particulier pour celles qui illustrent les ouvrages de John Walcott ou du naturaliste gallois Thomas Pennant.
On lui doit plus de six cents gravures.

## Biographie
Sa vie reste assez énigmatique. Il serait le fils de Pierre Mazell (décédé le 2 mars 1787) et de Catherine Rocque (décédée le 7 septembre 1788), huguenots de Dublin.
Mazell était installé au centre de Londres, avec des adresses à Tottenham Court Road (1769), Paddington (1770-1780), Portland Street (1783), Gerrard Street (1790), Covent Garden (1791) et St. Pancras (1797).
En 1761, il se fait connaître en exposant un paysage à la Société des Artistes de Londres. Par la suite, il va présenter de nombreuses gravures, des paysages (The Upper Lake of Killarney, 1770), des vues de Londres et d'autres villes. Ses gravures de paysage et d'histoire naturelle sont remarquées mais certains, tel le gouverneur de la province hollandaise, Joan Gideon Loten, n'apprécient pas son talent qu'il qualifie de maladroit.
Mazell a souvent travaillé sur des illustrations d' histoire naturelle pour des livres de Thomas Pennant, en reprenant des peintures d'oiseaux de Peter Paillou des ouvrages The British Zoology (1766), History of Quadrupeds (1781) et Arctic Zoology (1784-1785).
Il a également illustré certains des livres de voyage de Pennant comme Tour of Wales en 1778. En plus de ces œuvres, il a aussi illustré des livres de John Boydell en 1763, les ruines de Charles Cordiner et les perspectives romantiques de la Grande-Bretagne du Nord en 1792 ainsi que les voyages du capitaine James Cook. Il a aussi exposé des fleurs à l'exposition 1797 de la Royal Academy of Arts.
Membre de la Royal Society of Arts dès 1772, il en devient vice-président en 1790.

## Galerie

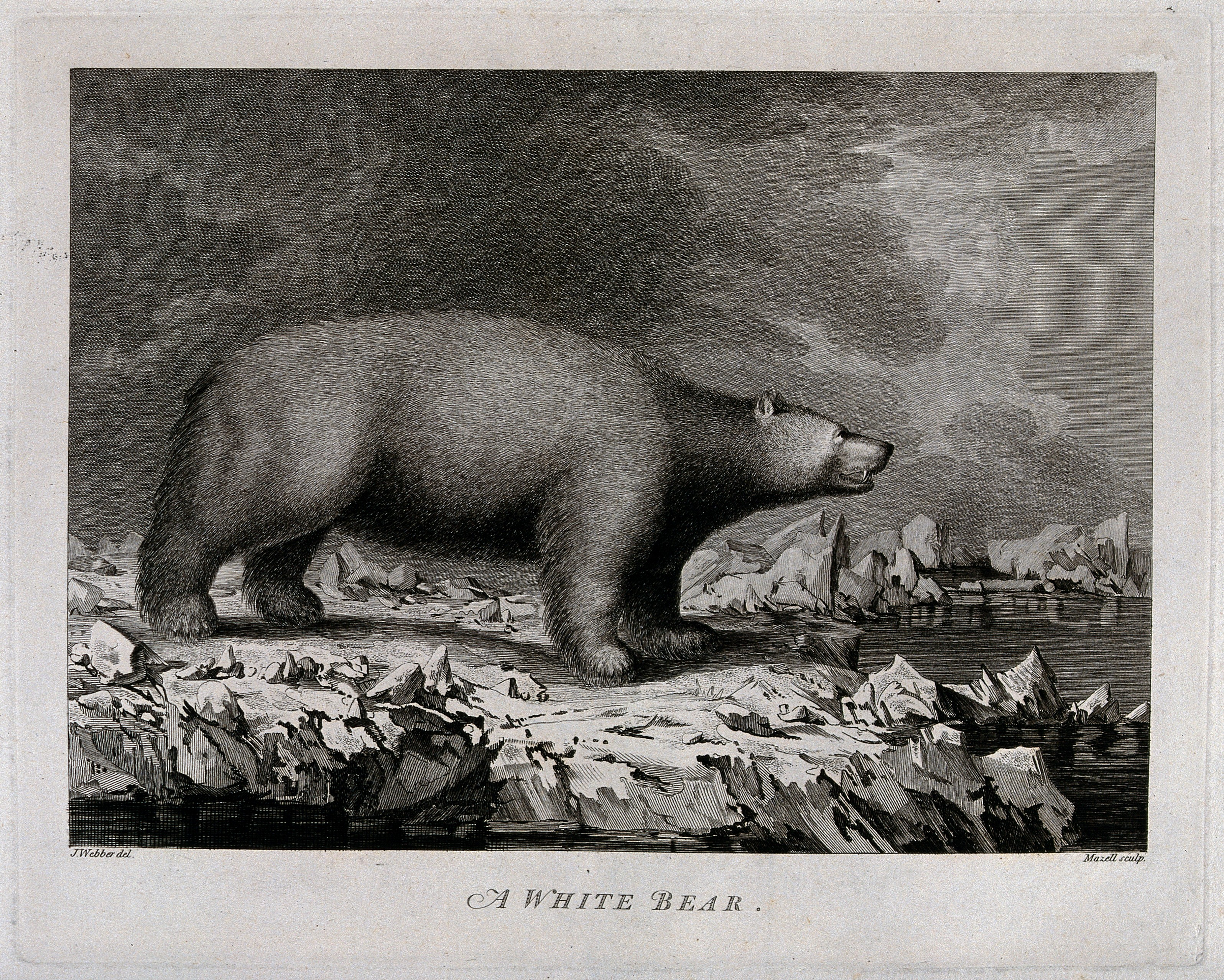
A white bear encountered by Captain Cook, d'après John Webber, ca. 1777-1780.
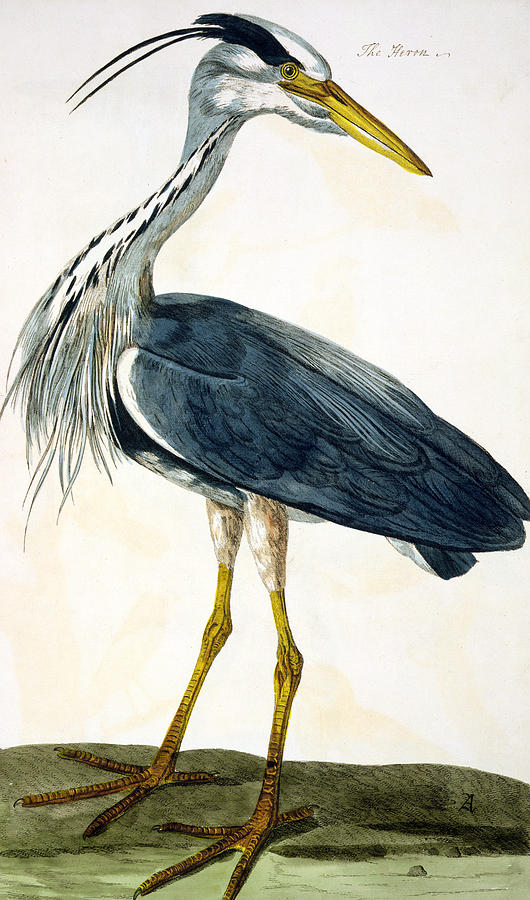
The Heron, d'après une peinture de Peter Paillou, in The British Zoology, Class II: Birds (1761–1766) par Thomas Pennant.
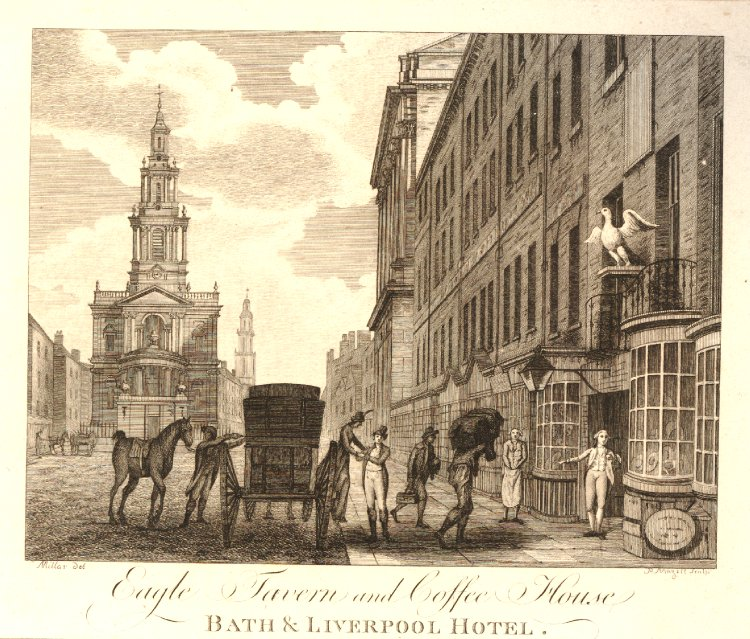
Eagle Tavern and Coffee House, gravure parue dans The Strand, vers 1780.
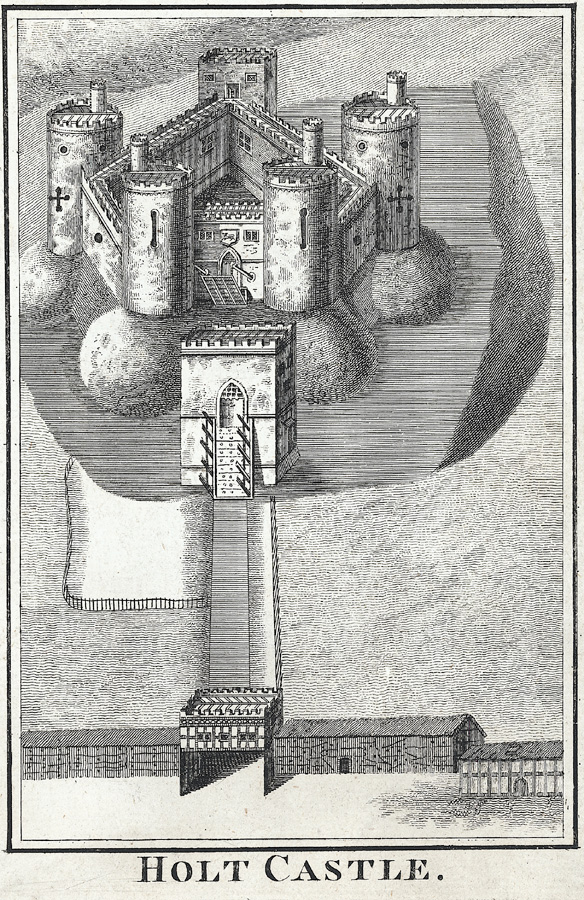
Holt Castle, 1779.

## Travaux dans des collections nationales
- Musée national des beaux-arts du Québec[6]
- National Portrait Gallery[7]
- British Museum (70 gravures)[8]
- National Trust[9]
- Victoria and Albert Museum[10]
- National Maritime Museum[11]
- National Gallery of Australia (35 gravures)[12]